# Talsperre Alijó
Die Talsperre Alijó (portugiesisch Barragem de Alijó bzw. Barragem de Vila Chã) liegt in der Region Nord Portugals im Distrikt Vila Real. Sie staut den Chã, einen rechten (nördlichen) Nebenfluss des Douro zu einem Stausee (port. Albufeira da Barragem de Vila Chã) auf. Die Gemeinde Vila Chã befindet sich ungefähr 1,5 km nördlich der Talsperre, die Kleinstadt Alijó ca. 3 km südöstlich.
Mit dem Projekt zur Errichtung der Talsperre wurde im Jahre 1985 begonnen. Der Bau wurde 1991 fertiggestellt. Die Talsperre dient der Trinkwasserversorgung. Sie ist im Besitz der INAG.

## Absperrbauwerk
Das Absperrbauwerk ist ein Staudamm mit einer Höhe von 40 m über der Gründungssohle (36 m über dem Flussbett). Die Dammkrone liegt auf einer Höhe von 660,9 m über dem Meeresspiegel. Die Länge der Dammkrone beträgt 167 m und ihre Breite 6 m. Das Volumen des Staudamms umfasst 352.400 m³.
Der Staudamm verfügt sowohl über einen Grundablass als auch über eine Hochwasserentlastung. Über den Grundablass können maximal 2,5 m³/s abgeleitet werden, über die Hochwasserentlastung maximal 52 m³/s. Das Bemessungshochwasser liegt bei 72 m³/s; die Wahrscheinlichkeit für das Auftreten dieses Ereignisses wurde mit einmal in 1.000 Jahren bestimmt.

## Stausee
Beim normalen Stauziel von 658,5 m (maximal 659,9 m bei Hochwasser) erstreckt sich der Stausee über eine Fläche von rund 0,18 km² und fasst 1,74 Mio. m³ Wasser – davon können 1,59 Mio. m³ genutzt werden. Das minimale Stauziel liegt bei 640 m.